# Viện Hàn lâm Khoa học Bulgaria
Viện hàn lâm Khoa học Bulgaria (tiếng Bulgaria: Българска академия на науките, Balgarska akademiya na naukite, viết tắt БАН) là viện hàn lâm quốc gia của Bulgaria, được thành lập năm 1869. Viện là cơ quan có quy chế tự trị, gồm những viện sĩ chính thức, viện sĩ thông tấn và viện sĩ nước ngoài. Viện có nhà xuất bản riêng, xuất bản và lưu hành nhiều công trình khoa học khác nhau, các từ điển, từ điển bách khoa, các báo chuyên ngành.
Chủ tịch viện năm 2009 là viện sĩ Nikola Sabotinov. Ngân sách năm 2009 của Viện là 84 triệu lev, tương đương 42,7 triệu euro, không kể Cơ quan Không gian Bulgaria trực thuộc Viện, có ngân sách riêng là 1 triệu euro. Chủ tịch viện hiện nay là viện sĩ Julian Revalski.

## Lịch sử

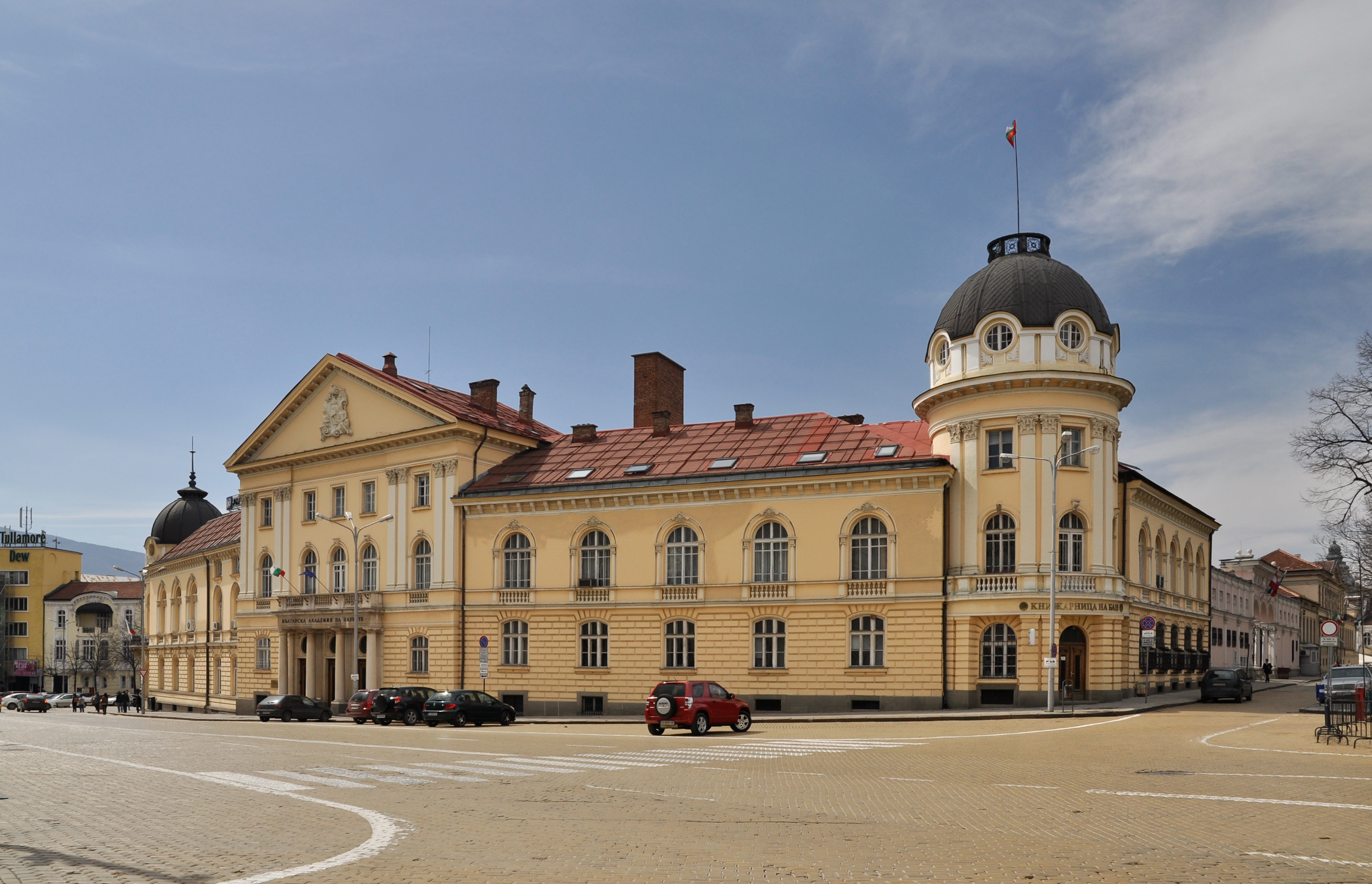
Trụ sở chính của Viện hàn lâm Khoa học Bulgaria tại đại lộ Tzar Osvoboditel gần Nghị viện Bulgaria

Khi Bulgaria còn là thành phần của Đế quốc Ottoman, những người di cư Bulgaria đã lập ra Hội Văn học Bulgaria ngày 26.9.1869 ở Brăila, Vương quốc Romania, với quy chế sau:
Ban quản trị
- Nikolai Tsenov – Chủ tịch
- Vasilaki Mihailidi
- Petraki Simov
- Kostaki Popovich
- Stefan Beron

Ban điều hành
- Marin Drinov (1838-1906) – Chủ tịch
- Vasil Drumev (1840-1901) - Ủy viên
- Vasil D. Stoyanov (1839-1910) – Thư ký

Năm sau, Hội Văn học Bulgari bắt đầu phát hành một tờ báo định kỳ, xuất bản phẩm chính thức của Hội, và năm 1871 đã bầu một hội viên danh dự đầu tiên là Gavril Krastevich.
Năm 1878, ngay sau khi Bulgaria được giải phóng khỏi đế quốc Ottoman, thì Đại hội đồng của Hội đã biểu quyết di chuyển trụ sở Hội từ phiếu Brăila về Sofia, và ngày 1.3.1893 Hội Văn học Bulgaria dọn vào tòa nhà riêng của mình, do kiến trúc sư Hermann Mayer thiết kế, được xây dựng hoàn tất năm 1892, ngay bên cạnh trụ sở Nghị viện Bulgaria. Trong thập niên 1920 tòa nhà trụ sở này được nới rộng thêm.
Năm 1911 Hội Văn học Bulgaria đổi tên thành Viện hàn lâm Khoa học Bulgaria, và Ivan Geshov được bầu làm chủ tịch Viện đầu tiên. Năm 1913, Viện hàn lâm Khoa học Bulgaria trở thành thành viên của Union of Slavonic Academies and Scientific Communities (Liên hiệp các viện hàn lâm ngôn ngữ Slave và Cộng đồng Khoa học), và đến năm 1931 được gia nhập Hội đồng Khoa học quốc tế.

## Tổ chức
Viện hàn lâm Khoa học Bulgaria có 9 ban ngành, hợp nhất trong 3 ngành chính: 
- Khoa học tự nhiên, Toán học và Khoa học kỹ thuật
- Sinh học, Y học và Khoa học Nông nghiệp
- Khoa học Xã hội, Nhân văn và Nghệ thuật

Mỗi ngành có các phân viện khoa học, phòng thí nghiệm vv… độc lập.

### Toán học
- Viện Toán học và Tin học
- Viện Cơ học
- Institute for Parallel Processing (Viện xử lý song song ?)
- Phòng thí nghiệm quốc gia Virus học máy tính

### Vật lý học
- Viện nghiên cứu hạt nhân và Năng lượng hạt nhân
- Viện Vật lý chất rắn
- Viện Điện tử Lưu trữ ngày 15 tháng 9 năm 2015 tại Wayback Machine
- Viện Thiên văn học
- Đài Thiên văn quốc gia - Rozhen Lưu trữ ngày 8 tháng 7 năm 2009 tại Wayback Machine
- Đài thiên văn Belogradchik
- Phòng thí nghiệm trung ương năng lượng Mặt trời và các nguồn năng lượng mới
- Phòng thí nghiệm trung ương Vật lý ứng dụng - Plovdiv Lưu trữ ngày 17 tháng 7 năm 2012 tại Wayback Machine
- Phòng thí nghiệm trung ương vật liệu quang học và xử lý thông tin Lưu trữ ngày 18 tháng 5 năm 2005 tại Wayback Machine

### Hóa học
- Viện Hóa học vô cơ và tổng quát
- Viện Hóa học hữu cơ với Trung tâm Hóa học thực vật
- Viện Hóa Sinh học
- Viện Xúc tác
- Viện Hệ thống Năng lượng và Điện Hóa học (trước đây là Phòng thí nghiệm trung ương các nguồn Năng lượng Điện Hóa học)
- Viện Khoa học kỹ thuật Hóa học Lưu trữ ngày 27 tháng 5 năm 2005 tại Wayback Machine
- Central Laboratory of Photoprocesses (Phòng thí nghiệm trung ương xử lý quang điện?)
- Viện Polyme

### Sinh học
- Viện Sinh học phân tử Lưu trữ ngày 17 tháng 3 năm 2015 tại Wayback Machine
- Viện Di truyền học Lưu trữ ngày 24 tháng 3 năm 2016 tại Wayback Machine
- Viện Sinh lý học
- Viện Sinh lý học thực vật
- Viện Vi sinh vật học
- Viện Hình thái học thực nghiệm và Nhân loại học Lưu trữ ngày 29 tháng 1 năm 2016 tại Wayback Machine
- Viện Thực vật học
- Viện Động vật học Lưu trữ ngày 15 tháng 2 năm 2007 tại Wayback Machine
- Viện nghiên cứu rừng Lưu trữ ngày 6 tháng 2 năm 2012 tại Wayback Machine
- Viện Bệnh lý học thực nghiệm và Ký sinh học Lưu trữ ngày 4 tháng 4 năm 2005 tại Wayback Machine
- Viện Sinh học và Miễn dịch học của Quá trình sinh sản
- Viện Lý sinh học
- Nhà bảo tàng quốc gia Lịch sử tự nhiên Lưu trữ ngày 22 tháng 5 năm 2005 tại Wayback Machine
- Phòng thí nghiệm trung ương Khoa học kỹ thuật Y sinh học Lưu trữ ngày 6 tháng 3 năm 2016 tại Wayback Machine
- Phòng thí nghiệm trung ương Sinh thái học tổng quát Lưu trữ ngày 2 tháng 2 năm 2007 tại Wayback Machine

### Khoa học Trái Đất
- Viện Địa chất
- Viện Địa Vật lý
- Viện Khí tượng học và Thủy văn học quốc gia
- Phòng thí nghiệm trung ương Trắc địa học Lưu trữ ngày 2 tháng 2 năm 2007 tại Wayback Machine
- Phòng thí nghiệm trung ương Khoáng vật học và Tinh thể học
- Viện Đại dương học
- Viện Địa lý học Lưu trữ ngày 8 tháng 3 năm 2005 tại Wayback Machine
- Viện nghiên cứu Không gian
- Phòng thí nghìệm trung ương các ảnh hưởng Mặt trời – Trái Đất Lưu trữ ngày 1 tháng 6 năm 2005 tại Wayback Machine
- Phòng thí nghiệm trung ương Cơ học địa chấn và Khoa học kỹ thuật Địa chấn Lưu trữ ngày 5 tháng 4 năm 2005 tại Wayback Machine
- Viện nghiên cứu vấn đề Nước Lưu trữ ngày 7 tháng 3 năm 2005 tại Wayback Machine

### Khoa học kỹ thuật
- Viện Khoa học kim loại
- Phòng thí nghiệm trung ương Cơ học Hóa-Lý Lưu trữ ngày 6 tháng 3 năm 2016 tại Wayback Machine
- Viện Máy tính và Hệ Truyền thông Lưu trữ ngày 21 tháng 6 năm 2015 tại Wayback Machine
- Viện Công nghệ Thông tin Lưu trữ ngày 3 tháng 8 năm 2015 tại Wayback Machine
- Viện Kiểm tra và nghiên cứu Hệ thống Lưu trữ ngày 8 tháng 3 năm 2005 tại Wayback Machine
- Phòng thí nghiệm trung ương Cơ điện tử và dụng cụ đo đạc Lưu trữ ngày 14 tháng 4 năm 2005 tại Wayback Machine
- Trung tâm Thủy động lực tàu thủy Bulgaria

### Khoa học nhân văn
- Viện ngôn ngữ Bulgaria
- Viện Văn học
- Viện Lịch sử
- Viện nghiên cứu vùng Thraccia Lưu trữ ngày 9 tháng 6 năm 2003 tại Wayback Machine
- Viện Khảo cổ với Nhà bảo tàng Lưu trữ ngày 28 tháng 9 năm 2006 tại Wayback Machine
- Viện nghiên cứu vùng Balkan Lưu trữ ngày 4 tháng 3 năm 2009 tại Wayback Machine
- Viện dân tộc học với Nhà bảo tàng Lưu trữ ngày 15 tháng 7 năm 2007 tại Wayback Machine
- Viện nghiên cứu Nghệ thuật Lưu trữ ngày 14 tháng 2 năm 2008 tại Wayback Machine
- Viện nghiên cứu văn học dân gian Lưu trữ ngày 15 tháng 8 năm 2007 tại Wayback Machine
- Trung tâm nghiên cứu thánh Cyril và Methodius Lưu trữ ngày 4 tháng 2 năm 2012 tại Wayback Machine[4]
- Trung tâm nghiên cứu khoa Kiến trúc Lưu trữ ngày 4 tháng 2 năm 2012 tại Wayback Machine

### Khoa học xã hội
- Viện Xã hội học
- Viện nghiên cứu pháp lý Lưu trữ ngày 21 tháng 6 năm 2015 tại Wayback Machine
- Viện Kinh tế học
- Trung tâm nghiên cứu Khoa học và Lịch sử khoa học Lưu trữ ngày 20 tháng 11 năm 2009 tại Wayback Machine
- Viện Tâm lý học Lưu trữ ngày 9 tháng 2 năm 2009 tại Wayback Machine
- Viện Dân số học Lưu trữ ngày 17 tháng 2 năm 2011 tại Wayback Machine
- Viện nghiên cứu Triết học

### Các đơn vị hỗ trợ và chuyên môn hóa
- Ban quản trị trung ương Viện hàn lâm Khoa học Bulgaria Lưu trữ ngày 1 tháng 4 năm 2015 tại Wayback Machine
- Thư viện trung ương của Viện hàn lâm Khoa học Bulgaria Lưu trữ ngày 3 tháng 6 năm 2005 tại Wayback Machine
- Phòng lưu trữ hồ sơ khoa học của Viện hàn lâm Khoa học Bulgaria
- Nhà xuất bản "giáo sư Marin Drinov" của Viện hàn lâm Khoa học Bulgaria Lưu trữ ngày 22 tháng 4 năm 2016 tại Wayback Machine
- Vườn bách thảo Lưu trữ ngày 16 tháng 3 năm 2016 tại Wayback Machine
- Trung tâm quốc gia khoa học Nano và Công nghệ Nano Lưu trữ ngày 3 tháng 4 năm 2005 tại Wayback Machine
- Trung tâm thông tin khoa học về Từ điển bách khoa Bulgaria Lưu trữ ngày 3 tháng 1 năm 2015 tại Wayback Machine
- Cơ quan công ích – xã hội Lưu trữ ngày 22 tháng 6 năm 2007 tại Wayback Machine
- Trung tâm nghiên cứu An ninh quốc gia
- Hiệp hội phát triển nghiên cứu và thực hiện "thiết bị đo đạc khoa học" Lưu trữ ngày 6 tháng 4 năm 2005 tại Wayback Machine
- Phòng thí nghiệm Tin học viễn thông (Telematics)
- Trung tâm phát triển sự nghiệp nghiên cứu tiến sĩ

## Vinh dự
Academia Peak (ngọn núi Viện hàn lâm) và Camp Academia (trại hàn lâm) trên đảo Livingston thuộc Quần đảo Nam Shetland, Nam Cực được đặt theo tên Viện hàn lâm Khoa học Bulgaria để đánh giá cao đóng góp của Viện này vào việc thám hiểm Nam Cực.